# مارموت آلاسکا
مارموت آلاسکا (نام علمی: Marmota broweri) نام یک گونه از سرده مارموت است.